# Tennessee (Illinois)
Tennessee és una població dels Estats Units a l'estat d'Illinois. Segons el cens del 2000 tenia 144 habitants.

## Demografia
Segons el cens del 2000, Tennessee tenia 144 habitants, 64 habitatges, i 38 famílies. La densitat de població era de 132,4 habitants/km².
Dels 64 habitatges en un 25% hi vivien nens de menys de 18 anys, en un 50% hi vivien parelles casades, en un 7,8% dones solteres, i en un 40,6% no eren unitats familiars. En el 37,5% dels habitatges hi vivien persones soles el 20,3% de les quals corresponia a persones de 65 anys o més que vivien soles. El nombre mitjà de persones vivint en cada habitatge era de 2,25 i el nombre mitjà de persones que vivien en cada família era de 2,95.
Per edats la població es repartia de la següent manera: un 22,2% tenia menys de 18 anys, un 6,9% entre 18 i 24, un 24,3% entre 25 i 44, un 27,1% de 45 a 60 i un 19,4% 65 anys o més.
L'edat mediana era de 41 anys. Per cada 100 dones de 18 o més anys hi havia 89,8 homes.
La renda mediana per habitatge era de 27.188 $ i la renda mediana per família de 34.750 $. Els homes tenien una renda mediana de 20.833 $ mentre que les dones 23.000 $. La renda per capita de la població era de 13.311 $. Aproximadament el 9,8% de les famílies i el 22,3% de la població estaven per davall del llindar de pobresa.

## Poblacions properes
El següent diagrama mostra les poblacions més properes.